# Daan Hoole
Daan Hoole (Zuidland, 22 febbraio 1999) è un ciclista su strada olandese che corre per il team Lidl-Trek. Nel 2021 è stato medaglia di bronzo ai campionati europei Under-23 a cronometro; è professionista dal 2022.

## Palmarès
- 2017 (Juniores)

2ª tappa Acht van Bladel (Bladel > Bladel)
Classifica generale Acht van Bladel
- 2019 (SEG Racing Academy, una vittoria)

Campionati olandesi, Prova a cronometro Under-23
- 2021 (SEG Racing Academy, una vittoria)

Coppa della Pace - Trofeo F.lli Anelli
- 2024 (Lidl-Trek, una vittoria)

Campionati olandesi, Prova a cronometro
- 2025 (Lidl-Trek, due vittorie)

10ª tappa Giro d'Italia (Lucca > Pisa, cronometro)
Campionati olandesi, Prova a cronometro

### Altri successi
- 2016 (Juniores)

1ª tappa Sint-Martinusprijs Kontich (Waarloos, cronosquadre)
Classifica giovani Sint-Martinusprijs Kontich
- 2020 (SEG Racing Academy)

1ª tappa Orlen Nations Grand Prix (Rzeszów, cronosquadre)
- 2021 (SEG Racing Academy)

2ª tappa Tour de l'Avenir (Laon, cronosquadre)

## Piazzamenti

### Grandi Giri
- Giro d'Italia

2023: 108º
2024: 132º
2025: 119º
- Vuelta a España

2022: non partito (5ª tappa)

### Classiche monumento
- Giro delle Fiandre

2022: ritirato
2023: 61º
2024: 68°
2025: 83º
- Parigi-Roubaix

2022: ritirato
2023: 49º
2024: 53º
2025: 17º

### Competizioni mondiali
- Campionati del mondo

Doha 2016 - In linea Junior: 106º
Bergen 2017 - Cronometro Junior: 7º
Bergen 2017 - In linea Junior: 19º
Yorkshire 2019 - Cronometro Under-23: 10º
Yorkshire 2019 - In linea Under-23: 34º
Fiandre 2021 - Cronometro Under-23: 6º
Fiandre 2021 - In linea Under-23: 58º
Wollongong 2022 - Cronometro Under-23: 23º
Wollongong 2022 - Staffetta: 5º
Wollongong 2022 - In linea Elite: 99º
Glasgow 2023 - Cronometro Elite: 34º
Glasgow 2023 - Staffetta: 7º
Glasgow 2023 - In linea Elite: ritirato
Zurigo 2024 - Cronometro Elite: 17º
Zurigo 2024 - In linea Elite: ritirato
- Giochi olimpici

Parigi 2024 - Cronometro: 17º
Parigi 2024 - In linea: 72º

### Competizioni continentali
- Campionati europei

Herning 2017 - Cronometro Junior: 4º
Herning 2017 - In linea Junior: 61º
Alkmaar 2019 - Cronometro Under-23: 6º
Alkmaar 2019 - In linea Under-23: 41º
Plouay 2020 - Cronometro Under-23: 8º
Plouay 2020 - In linea Under-23: 77º
Trento 2021 - Cronometro Under-23: 3º
Trento 2021 - In linea Under-23: 49º
Monaco di Baviera 2022 - In linea Elite: 91º
Drenthe 2023 - Cronometro Elite: 7º
Drenthe 2023 - Staffetta mista: 4º
Drenthe 2023 - In linea Elite: 23º
Limburgo 2024 - Cronometro Elite: 4º
Limburgo 2024 - In linea Elite: 47º